# Turtle Mountain, Bắc Dakota
Turtle Mountain là một lãnh thổ chưa tổ chức thuộc quận Rolette, tiểu bang Bắc Dakota, Hoa Kỳ. Năm 2010, dân số của nơi này là 6.000 người.